# اعقل يا مجنون (مسرحية)
اعقل يا مجنون هي مسرحية كوميدية من بطولة محمد نجم، وهالة صدقي، وحسن حسني عُرضت عام 1985.

## قصة المسرحية
تدور قصة المسرحية حول طلاق نورة (هالة صدقي) من حمدي زوجها (نبيل الهجرسي)، التي يحاول أبيها (حسن حسني) أن يجد محللاً لها لتتزوج من حمدي مره أخرى؛ ثم يقع الاختيار على زربيح (محمد نجم) بقولهم له أن العمدة مصلحي عم نورة (زكريا موافي) أنه لا يحب الطلاق وإذا أتى لهم في زيارة ورآها مطلقة سيحرمها من الميراث أجبروه على تغيير اسمه من زربيح إلى حمدي ولكن يأتي زوجها الأول حمدي ويعترف له بالحقيقة يتفاجَأ زربيح بالحقيقة وعرفت خطيبته فواكه (سهير الباروني) بانه تزوج امرأة أخرى، فتأتي وتصرخ ولكنها أحبت حمدي وتركت زربيح وأحبت نورة زربيح ووافق والدها أن تبقى متزوجه منه وتنتهي المسرحية.